# Tresserre
Tresserre en francés y oficialmente, Tresserra en catalán,  es una localidad y comuna francesa, situada en el departamento de Pirineos Orientales, región de Languedoc-Rosellón, comarca histórica del Rosellón. 
Sus habitantes reciben el gentilicio de tresserrois en francés o tresserenc, tresserenca en catalán.

## Demografía
| 373 | 392 | 335 | 379 | 503 | 637 |
| Para los censos de 1962 a 1999 la población legal corresponde a la población sin duplicidades (Fuente: INSEE [Consultar]) |     |     |     |     |     |